# Orlová
Orlová es una ciudad de la República Checa en el distrito de Karviná de la región de Moravia-Silesia.
En 2017 tiene 29 231 habitantes.
Se conoce su existencia desde 1223 y adquirió estatus urbano en 1922. La ciudad alberga el Monumento a los caídos por la Silesia de Těšín, un monumento conmemorativo de 1928 dedicado a las víctimas de la Guerra polaco-checoslovaca de 1919.
Se ubica sobre la carretera 59 a medio camino entre Karviná y Ostrava.